# Tricladium terrestre
Tricladium terrestre är en svampart som beskrevs av D. Park 1974. Tricladium terrestre ingår i släktet Tricladium och familjen Helotiaceae.   Inga underarter finns listade i Catalogue of Life.